# Godavari
De Godavari is een rivier in India en wellicht na de Ganges en de Indus de belangrijkste rivier van het land. De rivier ontspringt bij Trimbakeshwar, op ongeveer 380 kilometer van Mumbai, met een bron slechts 80 km van de Arabische Zee verwijderd, en stroomt in zuidoostelijke richting dwars door het Indisch Schiereiland om in de Golf van Bengalen uit te monden. Tachtig kilometer voor de monding, bij Rajahmundry, splitst de rivier in twee armen (Gautami en Vasista) die (met kleinere stroompjes) een rivierdelta vormen.
De Godavari is een seizoenrivier: zo'n 80% van het jaartotaal aan water bij de monding stroomt er in de moesson (tussen juli en oktober). In die periode is de kleur van het water geel; in de rest van het jaar heldergroen.
- Gemeinsame Normdatei: 4654873-7
- Nationale Bibliotheek van Tsjechië: ge944714
- Nationale Bibliotheek van Israël: 987007533662505171
- Virtual International Authority File: 243195749